# Super Spike Ball
Super Spike Ball è una serie televisiva animata prodotta da Rai Ragazzi e Lucky Dreams, basato su un'idea di Andrea Lucchetta.

## Trama
Lo «Spike Ball» è uno sport che è stato appena inventato da Nino, Viola e Lj Wang, insieme a Lucky, il loro allenatore. Il gruppo forma la Lucky Squad, e devono vedersela con le squadre più strane mai viste.

## Personaggi

### Personaggi principali
Lucky
Un campione di pallavolo, famoso per essere stato l'allenatore dello Spike Team. Insieme a Viola, Nino e Lj Wang, è uno dei principali creatori di questo nuovo sport.
Viola
Ha 7 anni ed è una vivacissima bambina mulatta. È nata settimina, prematura forse perché aveva fretta di uscire… del resto Viola è un vero peperino: parla tanto e velocemente, a volte sproloquiando follie. E’ un’esplosione di idee continue, alcune folli, certo, ma non si può dire non sia creativa! Svampita il giusto, parla e agisce d’impulso e senza riflettere, trainata dall’emotività. La sua passione per la Danza Classica non la frena di certo nella ricerca di un grazioso equilibrio tra passione e gioco. La Paura del Buio e di non farcela a coronare le sue passioni sembrano opprimerla e renderla triste e distaccata. Supererà queste difficoltà giocando a Spikeball contando sui compagni, in particolare Nino, bravi a riportarla sulla terra quando parte in quarta.
Lj Wang
Ha 8 anni ed è un nerd orientale di origini orientali. Flemmatico, pessimista, introverso, con la frangetta perennemente abbassata sugli occhi, che non vedremo forse mai. Ma intelligentissimo e addirittura geniale con tutto quello che riguarda la tecnologia. Ha sempre un videogioco da citare (e che vediamo nei famosi siparietti comici) in cui succede una situazione che ricorda quella che stanno vivendo. Ha mille fobie, dall’aracnofobia alla pulcifobia (la paura delle pulci), dalle vertigini (da 50 cm) alla paura delle ragazzine con i capelli rossi. Però in partita tira fuori un grande spirito di sacrificio.
Nino
Ha 8 anni ed è intraprendente e sicuro di sé, un po’ fanfarone, peccato che, in parte per colpa sua, in parte per una innata sfortuna che sembra perseguitarlo (di fatto non è mai vera sfortuna ma la conseguenza delle sue decisioni prese alla leggera), le cose non vadano sempre come desidera, ma lui non si fa abbattere. Nei momenti difficili della squadra è quello che riesce a rimanere calmo e tenere il punto, aiutando gli altri a risollevarsi e lo fa un po’ per spirito di squadra, un po’ perché gli piace fare bella figura. Tra i fondamentali della pallavolo, predilige la schiacciata sia perché lo diverte di più, sia perché è quella che fa più scena.